# Mutta (Präzer Höhi)
Mutta är en bergstopp i Schweiz.   Den ligger i regionen Surselva och kantonen Graubünden, i den östra delen av landet, 150 km öster om huvudstaden Bern. Toppen på Mutta är 2 120 meter över havet, eller 56 meter över den omgivande terrängen. Bredden vid basen är 1,1 km.
Terrängen runt Mutta är huvudsakligen mycket bergig. Närmaste större samhälle är Chur, 17,2 km nordost om Mutta. 
I omgivningarna runt Mutta växer i huvudsak barrskog. Runt Mutta är det glesbefolkat, med 16 invånare per kvadratkilometer.